# Paula Wessely
Paula Anna Maria Wessely (20. ledna 1907 Vídeň – 11. května 2000 tamtéž) byla rakouská herečka, která účinkovala ve 44 filmech. Jejím manželem byl herec Attila Hörbiger.
V dětství se věnovala baletu a recitaci, v patnácti letech hrála první divadelní roli. Studovala na Universität für Musik und darstellende Kunst Wien, kde byl jejím pedagogem Max Reinhardt. Byla v angažmá ve Volkstheateru, Novém německém divadle v Praze a Theater in der Josefstadt, čtyřicet let byla členkou Burgtheateru.
Ve filmu se prosadila později než na divadle, protože byla považována za málo fotogenickou. Až v roce 1934 ji Willi Forst obsadil do hlavní role hudebního filmu Maškaráda. O rok později získala na Benátském filmovém festivalu Volpiho pohár za film Epizoda. Patřila k největším filmovým hvězdám Třetí říše a po válce byla vyšetřována denacifikační komisí. K herectví se vrátila v roce 1948 a od roku 1950 působila také jako producentka.
Ve Vídni je po ní pojmenována ulice Paula-Wessely-Weg.
O Paule Wessely a jejím vztahu k nacistickému režimu napsala Elfriede Jelinek divadelní hru Královna duchů.